# Ramon Magsaysay (Zamboanga del Sur)
Ramon Magsaysay (Liargo) ist eine philippinische Stadtgemeinde in der Provinz Zamboanga del Sur. Sie hat 26.606 Einwohner (Zensus 1. August 2015).

## Baranggays
Ramon Magsaysay ist politisch in 27 Baranggays unterteilt.
| - Bagong Opon - Bambong Daku - Bambong Diut - Bobongan - Campo IV - Campo V - Caniangan - Dipalusan - Eastern Bobongan - Esperanza - Gapasan - Katipunan - Kauswagan - Lower Sambulawan | - Mabini - Magsaysay - Malating - Paradise - Pasingkalan - Poblacion - San Fernando - Santo Rosario - Sapa Anding - Sinaguing - Switch - Upper Laperian - Wakat |